# 피클 프렌즈
피클 프렌즈(Fickle Friends)는 잉글랜드 브라이턴 출신 인디 팝 밴드이다. 2013년 결성됐다. 레이블 없이 2년 간 활동하다가 폴리도르 레코드와 계약했다.

## 음반 목록
- You Are Someone Else (2018)

### EP
- Velvet (2015)
- Glue (2017)
- Your Are Someone Else: Versions (2018)